# Jon Hendricks
Pour les articles homonymes, voir Hendricks.
John Carl Hendricks, dit Jon Hendricks, est un chanteur et compositeur de jazz américain, né le 16 septembre 1921 à Newark (Ohio) et mort le 22 novembre 2017 à Manhattan (New York).

## Biographie
Né à Newark en 1921, Jon et ses douze frères et cinq sœurs doivent souvent déménager pour suivre leur père, pasteur à l'Église épiscopale méthodiste africaine, avant de s'installer durablement à Toledo. Il commence à chanter à l'église à l'âge de six ans. Adolescent, il s'intéresse d'abord aux imitations puis aux percussions, mais il commence à chanter avec son voisin, le pianiste Art Tatum, natif lui aussi de Toledo.

### L'université
Après son service dans l'armée pendant la Seconde Guerre mondiale, durant lequel il arrive en Normandie le 12 juin 1944, Jon Hendricks entre à l'université de Toledo pour commencer un cycle de Graduate (licence) en droit, grâce à une bourse du G.I. Bill. Mais alors qu'il va passer son examen, cette aide est annulée, le conduisant à abandonner cette voie. Se souvenant que deux ans auparavant Charlie Parker l'avait encouragé à venir à New York, Jon Hendricks décide de s'y rendre, et c'est alors qu'il commence sa carrière de chanteur.

### Lambert, Hendricks & Ross
En 1957, Jon Hendricks forme avec Dave Lambert et Annie Ross le légendaire trio Lambert, Hendricks & Ross, qui va perfectionner la technique du vocalese et lui donner une résonance internationale, devenant selon le magazine Melody Maker le groupe vocal numéro un mondial. Ce groupe s'arrête après six ans de carrière, en ayant produit un grand nombre d'enregistrements légendaires, chaque membre continuant en solo. De nombreux chanteurs citent LH&R parmi leurs influences, comme Van Morrison, Al Jarreau, ou Bobby McFerrin. Le titre de Jon Hendricks Yeh-Yeh devient en 1965 l'une des chansons à succès de Georgie Fame, qui continue encore aujourd'hui à chanter des compositions de Lambert, Hendricks & Ross. Cette chanson a été reprise par Claude François la même année sous le titre Alors salut !. En mars 1967, Hendricks enregistre Fire in the City avec The Grateful Dead, au début de la carrière du groupe sous ce nom (après s'être appelé brièvement The Warlocks, le temps de sortir un SP sous ce nom en juillet 1966) et alors encore très peu connu, aux studios Columbus Recorders de San Francisco. Un SP sort le mois suivant sur le label Verve. Il s'agit d'une commande de la part du réalisateur de Sons And Daughters, un documentaire sur une des premières actions contre la guerre du Viet-Nam, à Oakland, en octobre 1965.

### Carrière solo

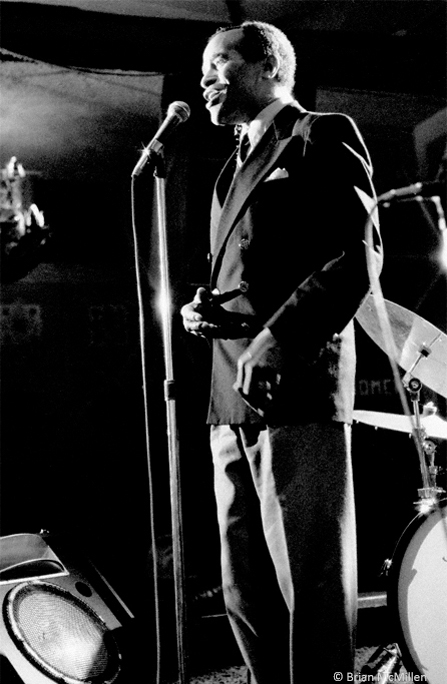
John Hendricks au Keystone Korner de San Francisco en 1983.

Poursuivant une carrière solo, Jon Hendricks déménage à Londres en 1968 avec sa famille, en partie pour que ses cinq enfants puissent recevoir une meilleure éducation. À partir de cette nouvelle base, il commence à se produire avec succès en Europe et en Afrique, il apparaît régulièrement à la BBC, et commence une carrière d'acteur avec les films Jazz is Our Religion et Hommage à Cole Porter.
Cinq ans plus tard la famille Hendricks repart aux États-Unis et s'installe en Californie, où Jon travaille comme critique de jazz pour le San Francisco Chronicle. Il donne des cours à l'université d'État de Sonoma et à l'université de Californie de Berkeley. Il siège au Comité du Kennedy Center Honors pendant les présidences Carter, Reagan et Clinton.
En 1978, il crée et joue au Westwood Playhouse (devenu le Geffen Playhouse) de Los Angeles, une pièce sur l'histoire du jazz intitulée Evolution of the Blues, produite par les avocats Burton Marks et Mark Green. Cette pièce restera cinq ans à l'affiche du Off  Broadway Theater à San Francisco et une année encore à Los Angeles.
Il enregistre plusieurs albums salués par la critique, certains avec sa femme Judith ou ses filles Michele et Aria. En 1985, il participe notamment au projet du groupe The Manhattan Transfer dans leur album Vocalese.
En 2000, Jon Hendricks retourne à sa maison de Toledo pour enseigner à l'université, où il exerce en tant que Distinguished Professor of Jazz Studies. Il y reçoit un titre honoraire de Docteur en Spectacles vivants (Doctorate of the Performing Arts). La même année, il est sélectionné pour être le premier artiste de jazz américain à donner des conférences à la Sorbonne à Paris.
Pendant l'été 2003, Jon Hendricks a réalisé une tournée avec les Four Brothers, un quartet avec Kurt Elling, Mark Murphy et Kevin Mahogany. Il continue aussi à se produire avec son groupe Jon Hendricks Vocalstra, composé de quinze voix.

### Mort
Jon Hendricks est mort le 22 novembre 2017 à l’âge de 96 ans.

## Technique
Jon Hendricks est considéré comme l'un des précurseurs du vocalese, technique consistant à mettre en voix les solos instrumentaux (ceux des big bands de Duke Ellington ou de Count Basie par exemple). Il est également reconnu pour sa pratique du scat. Pour son œuvre en tant qu'auteur-compositeur, le critique américain Leonard Feather l'avait baptisé « le poète officiel du jazz », tandis que le Time Magazine le qualifiait de « James Joyce du Jive ».

## Discographie
Comme leader :
- 1959	: New York, N.Y., Decca
- 1959	: A Good Git-Together, EMI Music
- 1960	: Evolution of the Blues Song, Columbia
- 1961	: Fast Livin' Blues, Columbia
- 1963	: Jon Hendricks Recorded in Person at the Trident, Smash Records (US), Philips (UK)
- 1963	: Salud! Joao Gilberto, Originator of the Bossa ..., Reprise (CD reissue Collectables Records)
- 1972	: Cloudburst (live at the Domicile, Munich), Enja
- 1975	: Tell Me the Truth, Arista
- 1976	: September Songs, Stanyan
- 1982	: Love, Muse
- 1990	: Freddie Freeloader, Denon Records / A&M
- 1993	: Boppin' at the Blue Note, Telarc
- 2000	: Birdmen and Birdsongs, Vol. 2 : A Tribute to Charlie Parker, Storyville

Participations :
- 1968 : Underground de Thelonious Monk, sur In Walked Bud

## Filmographie
Comme acteur :
- 1972 : Jazz Is Our Religion (voix)
- 1992 : Les blancs ne savent pas sauter (White Men Can't Jump) : The Venice Beach Boys
- 1994 : L'Étudiant étranger (Foreign Student) : April's Father
- 2002 : Influences (People I Know) : (son propre rôle)
- 2005 : Cyclone Catégorie 7 : Tempête mondiale (feuilleton TV) : Slicker Reporter
- 2008  : Jon Hendricks, Tell Me The Truth (documentaire sur l'artiste réalisé par Audrey Lasbleiz)

Comme compositeur :
- 1990 : Jon Hendricks: The Freddie Sessions

## Récompenses et nominations

### Récompenses
- Son documentaire TV Somewhere to Lay My Weary Head a reçu un Emmy Award, un Iris Award, et un Peabody Award.
- 1985 : Deux Grammy Award pour Vocalese dans les catégories Meilleure interprétation (duo ou groupe), et Meilleurs arrangements vocaux.

### Nominations
- 1985 : Douze nominations aux Grammy Awards pour l'album Vocalese de Manhattan Transfer.